# Unguraș (okręg Kluż)
Unguraș (węg. Bálványosváralja) – wieś w Rumunii, w okręgu Kluż, w gminie Unguraș. W 2011 roku liczyła 1816 mieszkańców.